# Statuia „Aruncătorul cu discul” din Constanța
Statuia „Aruncătorul cu discul” este un monument istoric situat în municipiul Constanța. Figurează pe noua listă a monumentelor istorice sub codul LMI: CT-III-m-B-02935.

## Imagini

## Istoric și trăsături
Statuia „Aruncătorul cu discul” este amplasată pe Bulevardul Tomis, lângă Sala Sporturilor. Autor este sculptorul Boris Caragea în anul 1958.